# Camouflage (음반)
| 전문가 평가                   | 전문가 평가 |
| 평가 점수                     | 평가 점수   |
| 출처                          | 점수        |
| ----------------------------- | ----------- |
| AllMusic                      | [ 2 ]       |
| Record Mirror                 | [ 3 ]       |
| The Rolling Stone Album Guide | [ 4 ]       |

《Camouflage》는 1984년 6월 8일, 워너 브라더스 레코드가 발매한 영국의 싱어송라이터 로드 스튜어트의 열세 번째 스튜디오 음반이다. 이 음반의 세 싱글은 〈Infatuation〉, 〈Some Guys Have All the Luck〉, 그리고 프리 히트곡 〈All Right Now〉의 커버였다. 이 음반은 스튜어트와 여러 트랙에서 기타를 연주하는 제프 벡 사이의 일종의 재회를 기념했는데, 이 두 사람은 영향력 있는 1960년대 그룹인 제프 벡 그룹의 멤버였기 때문이다.

## 배경
모든 곡들은 미국 캘리포니아주 로스앤젤레스의 라이온 셰어 스튜디오에서 녹음되었다. 그래미 어워드를 수상한 프로듀서 마이클 오마티안은 로드가 직접 프로듀싱한 〈Bad for You〉를 제외한 모든 곡을 프로듀싱했다. 라이너 노트에서, 면책 조항은 이것 뒤에 있는 이유를 암시한다(특히 오마티안이 최근에 "다시 태어났다"고 언급함).

## 곡 목록
| #  | 제목                            | 작사·작곡                                 | 재생 시간 |
| -- | ------------------------------- | ----------------------------------------- | --------- |
| 1. | 〈Infatuation〉                 | 로드 스튜어트, 듀안 히칭스, 롤랜드 로빈슨 | 5:13      |
| 2. | 〈All Right Now〉               | 앤디 프레이저, 폴 로저스                  | 4:41      |
| 3. | 〈Some Guys Have All the Luck〉 | 제프 포트갱                               | 4:33      |
| 4. | 〈Can We Still Be Friends〉     | 토드 룬드그렌                             | 3:46      |
| 5. | 〈Bad For You〉                 | 스튜어트, 케빈 새비거, 짐 크레건          | 5:17      |
| 6. | 〈Heart Is on the Line〉        | 스튜어트, 제이 데이비스                   | 4:02      |
| 7. | 〈Camouflage〉                  | 스튜어트, 새비거, 마이클 오마티안         | 5:19      |
| 8. | 〈Trouble〉                     | 스튜어트, 오마티안                        | 4:42      |

## 인증
| 국가                       | 인증 | 판매량/출하량 |
| -------------------------- | ---- | ------------- |
| 스페인 (PROMUSICAE)        | 골드 | 50,000^       |
| 영국 (BPI)                 | 실버 | 60,000^       |
| 미국 (RIAA)                | 골드 | 500,000^      |
| ^출하량을 기반으로 한 인증 |      |               |